# Liljevalchs konsthall
Liljevalchs konsthall (pol. Galeria Sztuki imienia Liljevalcha) – miejska galeria sztuki położona na wyspie Djurgården w Sztokholmie. Powstała w 1916 roku dzięki darowi przemysłowca Carla Fredrika Liljevalcha jako pierwsza niezależna i publiczna galeria sztuki nowoczesnej. Neoklasycystyczny budynek galerii zaprojektował Carl Bergsten. Właścicielem i zarządcą galerii jest miasto Sztokholm. Galeria posiada kolekcję szwedzkiej, skandynawskiej i światowej sztuki XX wieku. Znana z organizowanego corocznie Vårsalongen (Salonu Wiosennego), przyciągającego sztokholmskich miłośników sztuki. 

## Historia

### XX wiek

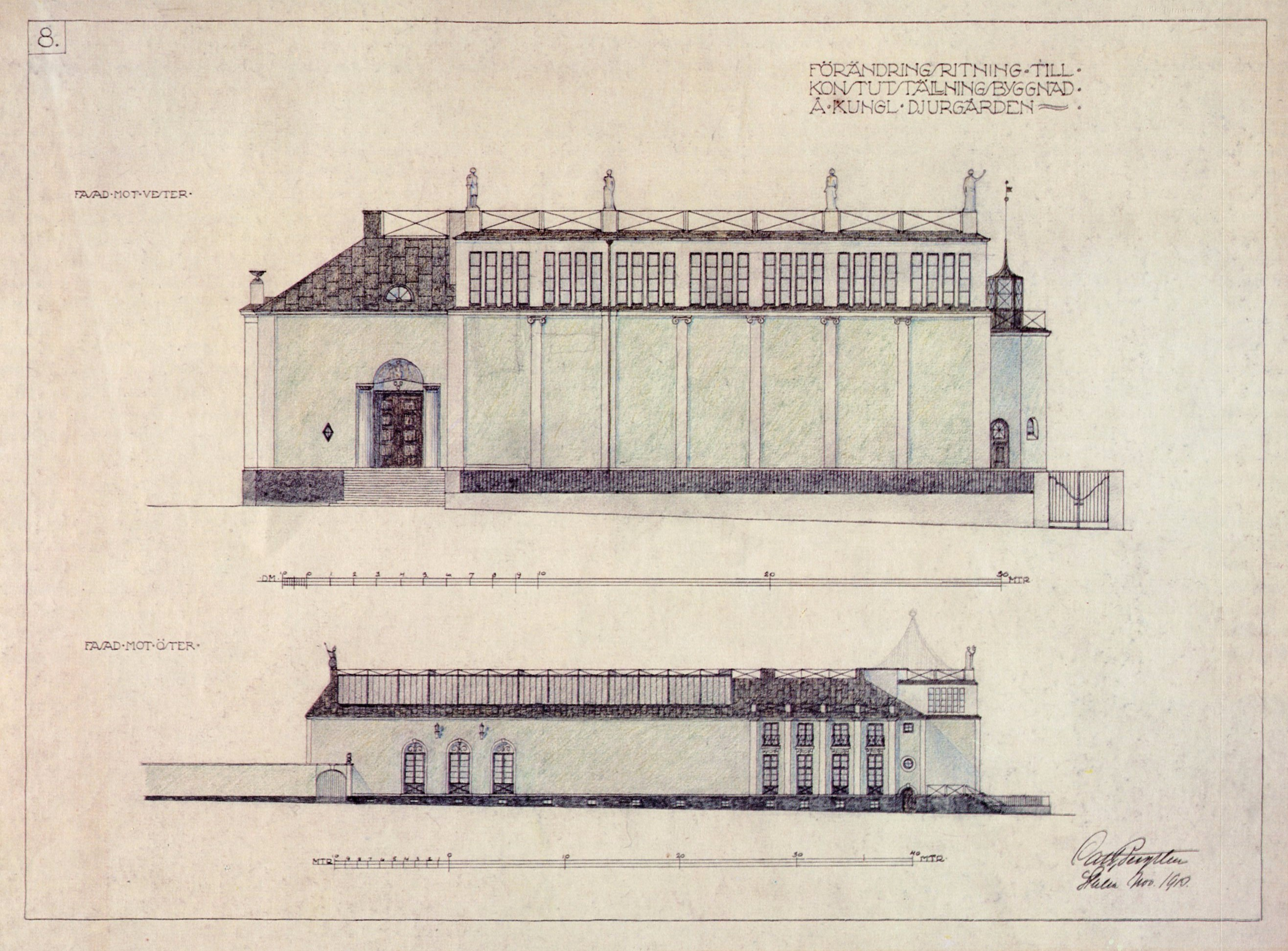
Projekt fasady Liljevalchs konsthall (1910)

Galeria imienia Liljevalcha powstała w marcu 1916 roku dzięki darowi przemysłowca Carla Fredrika Liljevalcha jako pierwsza niezależna i publiczna galeria sztuki nowoczesnej. Jej powstanie było sukcesem środowisk dążących do popularyzacji sztuki nowoczesnej w społeczeństwie, w tym zwłaszcza członków związku artystów Konstnärsförbundet, zmuszonego przedtem do wystawiania swych prac w przypadkowych miejscach na terenie całej Szwecji. Konkurs architektoniczny na budynek galerii wygrał Carl Bergsten. Zbudowany na wyspie Djurgården nowoczesny obiekt był pierwszym prawdziwie neoklasycystycznym budynkiem w mieście, choć jego jasnoczerwone mury nie wszystkim przypadły do gustu. Prasa i publiczność starannie analizowały również wystrój wnętrza nowego centrum sztuki. Powszechny podziw wzbudziły: relief zdobiący portal, rzeźba Cerberusa widniejąca na stropie galerii, stojący na kolumnie Łucznik Carla Millesa, a także granitowy portret Liljevalcha dłuta Christiana Erikssona. Dyrektor Galerii Sven Strindberg zdecydował, iż na inauguracyjnej wystawie pojawią się dzieła artystów uznanych na arenie międzynarodowej: Andersa Zorna, Carla Larssona i Bruno Liljeforsa. Wystawę w dniu otwarcia zaszczycili swą obecnością między innymi: księżna Ingeborg, architekt Ferdynand Boberg z małżonką, minister spraw zagranicznych Knut Agathon Wallenberg oraz pisarz Hjalmar Söderberg. Następnego dnia udostępniono galerię publiczności. Oplata za wstęp wynosiła 1 koronę, ale po kilku tygodniach obniżono ją w wybrane dni do 25 öre, co skutkowało zwiększonych napływem zwiedzających. 
W 1917 roku zorganizowano ważną wystawę Hemutställningen, oznaczającą początek współpracy artystów i przemysłu w zakresie nowoczesnej dekoracji wnętrz. Zaprezentowano między innymi urządzenie wnętrza kuchni i pokoju według projektów Carla Malmstena, Erika Asplunda i Uno Ährena, wzory porcelany użytkowej Wilhelma Kåge i Edwarda Halda oraz tekstylia zaprojektowane przez Elsę Gullberg i wzory tapet Einara Fortsetha. W wystawie uczestniczyło szereg przedsiębiorstw jak: Kockums Jernverk, Rörstrands Porslinfabriker, Pukebergs Glasbruk i Norrahammars Bruk. Wystawę, trwającą od października do grudnia zwiedziło ponad 40 000 osób.
W lutym 1920 roku otwarto wystawę dzieł kubistów, między innymi Picassa, Matisse'a, Braque'a i Légera. Wystawa została zorganizowana we współpracy z marszandem i kolekcjonerem sztuki Léoncem Rosenbergiem, właścicielem Galerie de l'Effort Moderne w Paryżu. Wystawa nowoczesnej sztuki francuskiej w Liljevalchs była pierwszą prezentacją czystego kubizmu, w pełni dostępną dla szwedzkiej publiczności. Po raz pierwszy też nowa galeria sztuki spowodowała dość ostrą krytykę wśród prasy i opinii publicznej. Ale prace kubistów wzbudziły również zainteresowanie publiczności, a wystawę w pierwszym tygodniu zwiedziło 4500 gości.
Wystawa Standard w 1934 roku była sprawozdaniem na temat stanu funkcjonalizmu, w cztery lata po jego deklaracji programowej. Zaprezentowano mieszkania i artykuły gospodarstwa domowego przeznaczone dla ludności. Niepokój w Europie lat 30. również zaznaczył się na wystawie, kiedy publiczności szwedzkiej zaprezentowano obraz Guernica Pabla Picassa.
W czasie II wojny światowej szwedzkie życie artystyczne przygasło. Ożywienie nastąpiło po zakończeniu wojny; wystawy w galeriach i muzeach spotkały się z ogromnym odzewem ze strony publiczności. Jesienią 1944 roku, po latach użytkowania jako garnizon marynarki, została ponownie otwarta galeria imienia Liljevalcha. Jako pierwszą zaprezentowano retrospektywną wystawę prac Isaaca Grünewalda.

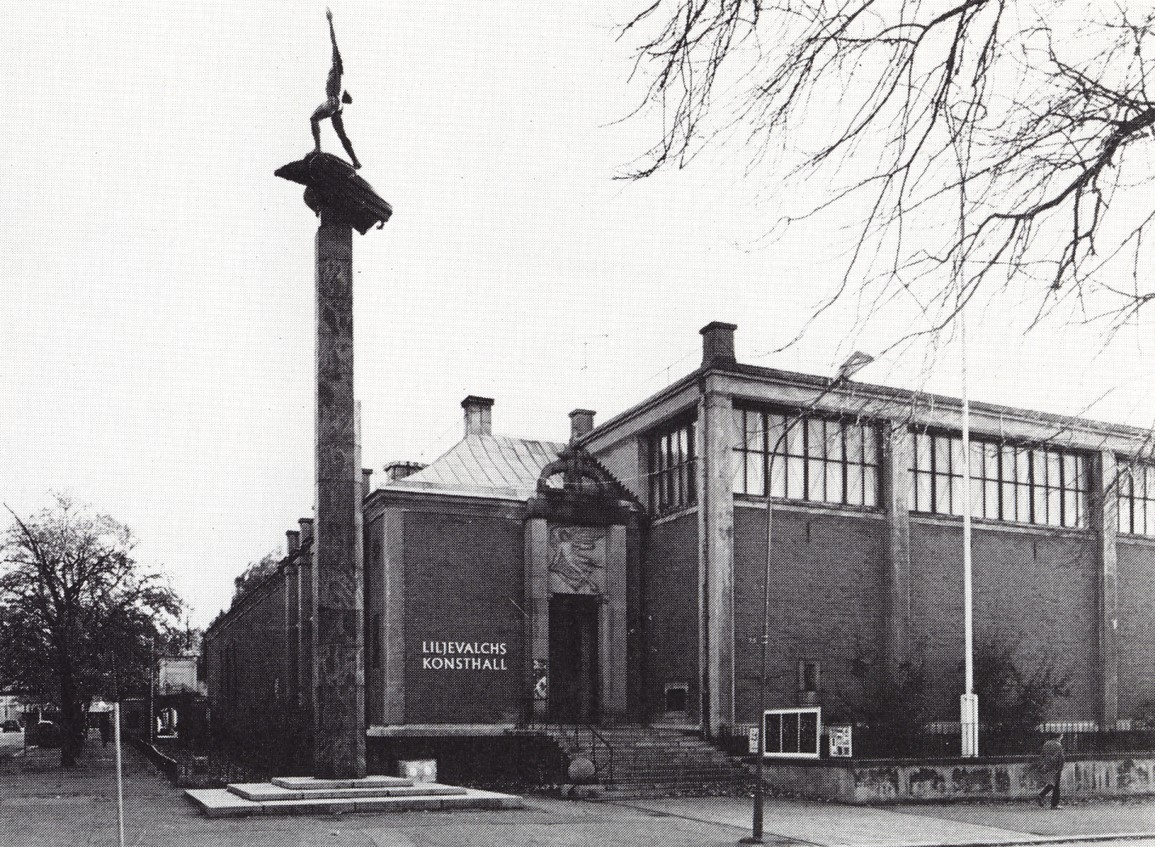
Liljevalchs konsthall (1950). Z lewej widoczna kolumna, zwieńczona posągiem Łucznika Carla Millesa

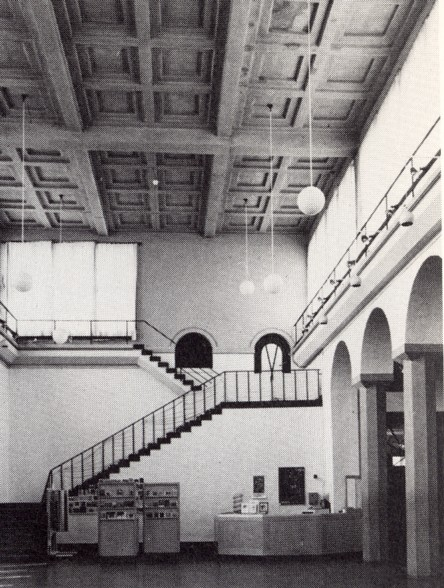
Wnętrze galerii z kasetonowym stropem i schodami

Wystawa sztuki meksykańskiej od starożytności do współczesności było zdecydowanie największym wydarzeniem artystycznym w Europie w 1952 roku. Została ona otwarta w Musée de l'Art Moderne w Paryżu, a następnie pokazana w Liljevalchs, jako jedyna prezentacja poza Francją. W ciągu kilku miesięcy wystawę zwiedziło ponad 213 000 gości.
Wydarzeniem lat 60. była międzynarodowa wystawa sztuki erotycznej, która przyciągnęła wielkie tłumy do galerii imienia Liljevalcha. Pokaz wielowiekowej tradycji sztuki erotycznej z całego świata podzielił publiczność na dwa obozy – przeciwników i zwolenników erotyzmu w galerii sztuki. Główny punkt wystawy stanowiły prywatne zbiory sztuki erotycznej pary psychologów amerykańskich, Eberharda i Phyllis Kronhausenów.
Lata 70. odzwierciedlały polityczną i lewicową orientację w programie wystawienniczym galerii, w której prezentowano poglądy wobec sztuki i kultury Chin, ZSRR i rewolucji na Kubie. Ale główną wystawą tej dekady okazał się pokaz dzieł z jednego z czołowych przedstawicieli nowoczesnego malarstwa, Norwega Edvarda Muncha.
Wydarzeniem lat 80. w życiu galerii był między innymi pokaz ówczesnej sztuki brytyjskiej, w tym prac takich twórców jak: Anish Kapoor, Richard Deacon i Bill Woodrow. Wystawa krajowa „De drogo till Paris” („One udały się do Paryża”) przedstawiała dorobek 29 artystek skandynawskich, które w latach 80. XIX wieku wyjechały do stolicy Francji, aby doskonalić swe umiejętności artystyczne; były to między innymi: Szwedki Karin Larsson i Hanna Pauli, Dunka Anna Ancher i Finka Helene Schjerfbeck. Charakterystyczną cechą tej dekady były rekordowe ceny dzieł sztuki i upowszechnienie się terminu postmodernizm. 
Na początku lat 90. zaprezentowano wystawę grupową „Se Människan” („Zobaczyć człowieka”). Wystawione prace 22 szwedzkich artystów (między innymi Cecilii Edefalk, Anniki Karlsson Rixon, Marii Lindberg, Ann-Sofi Sidén i Leifa Elggrena) poświęcone były zagadnieniu kondycji ludzkiej w ujęciu artystycznym. Pod koniec lat 90. pokazano szwedzkie rękodzieło w wersji zmodernizowanej. Dekadę (i całe tysiąclecie) zamknął pokaz prac Hilmy af Klint.

### XXI wiek
Nowe stulecie w dziejach galerii rozpoczęło się wraz z wprowadzeniem szeregu nowych form wystawowych: „Mitt-i-karriären-utställningarna”, „Svenska klassiker” i „Mellanrumsutställningar”. W ramach „Mitt-i-karriären-utställningarna” przedstawiano prace twórców będących u szczytu swej kariery artystycznej. Jako pierwszy doczekał się prezentacji Ernst Billgren, po nim pokazano prace Dana Wolgersa, Håkana Rehnberga, Andersa Widoffa oraz kobiet: Tuiji Lindberg, Mety Isæus Berlin i Sophie Tottie. W ramach wystaw „Svenska klassiker” zaprezentowano w nowej formule prace takich twórców jak: Ragnar Sandberg, Sven Erixon i Otto Gustav Carlsund. Krótsze ”mellanrumsutställningarna” organizowano w czasie zmian wystaw głównych. Obok wprowadzenia nowej formuły wystawowej podjęto też próby odświeżenia formuły Vårsalongen (Salonu Wiosennego). W pierwszych latach nowego tysiąclecia we współpracy z instytucjami zagranicznymi pokazano również dorobek artystów międzynarodowych. Dużą publiczność przyciągnęła wystawa prac Andy Warhola. Znaczne zainteresowanie wzbudziła też twórczość brytyjskiej artystki Helen Chadwick, między innymi zw względu na ogromną czekoladową fontannę, zainstalowaną w jednej z największych sal w galerii. Z zainteresowaniem przyjęto również rzeźby Alberta Giacomettiego i Brora Hjortha, zaprezentowane wspólnie w 2007 roku.
Oprócz wystaw galeria proponuje zwiedzanie z przewodnikiem, wykłady, dyskusje i koncerty. Zorganizowano osobny dział dla dzieci i młodzieży, w którym mogą one tworzyć z różnych materiałów własne dzieła sztuki. 
Na najbliższe lata zaplanowano modernizację i rozbudowę obiektu. Celem tych działań jest sprostanie wymaganiom publiczności odwiedzającej galerię oraz współczesnym wymogom sztuki wystawienniczej. W grę wchodzą takie zagadnienia jak: zwiększenie powierzchni wystawowej, zwiększenie czasu otwarcia placówki, podwojenie ilości wystaw organizowanych w ciągu roku, klimatyzacja wewnętrzna, modernizacja oświetlenia sal wystawowych, rozbudowa przymuzealnego sklepu, poprawa bezpieczeństwa i uzyskanie tzw. certyfikatu ochrony środowiska (miljöcertifiering). Konkurs na dobudowanie aneksu wygrał architekt Gert Wingård i artysta Ingegerd Råman. Oddanie obiektu do użytku przewiduje się na wiosnę 2017 roku.

## Budynek
Galeria sztuki Liljevalchsa to obecnie jedno z ulubionych w Szwecji miejsc wystawowych. Do jego popularności przyczyniają się sale wystawowe o wyważonych proporcjach i różnych wymiarach, dobrze oświetlone, umożliwiające zwiedzającym łatwe przemieszczanie się pomiędzy nimi. Budynek został zbudowany z betonowych filarów i belek. Przestrzeń pomiędzy nimi została wypełniona cegłami. Filary są z zewnątrz widoczne jako lizeny w różowej fasadzie budynku. Lekki, empirowy styl budynku, gdzie klasyczna konstrukcja z belek i filarów połączona została z architekturą betonu stanowi styl przejściowy od narodowego romantyzmu do lekkiego, często bezpretensjonalnego XX-wiecznego neoklasycyzmu. Obszerna sala wystawowa, w której eksponowane są rzeźby, oświetlona jest rzędem okien umieszczonych pod dachem budynku. Na krótszej ze ścian umieszczono kamienne schody, przypominające swym kompozycyjnym założeniem schody z teatru Festspielhaus Hellerau w Dreźnie, zaprojektowane przez niemieckiego architekta Heinricha Tessenowa dla Émile'a Jaques'a-Dalcroze'a.